# La virgen y el niño con la corona de espinas y tres clavos (Botticelli)

La Virgen y el Niño con la corona de espinas y tres clavos es una obra del pintor Alessandro di Mariano di Vanni Filipepi, más conocido como Sandro Botticelli. La obra está pintada en temple y oro sobre tabla  y fue identificada por la historiadora de arte italiana Mina Gregori. Esta obra es la primera del maestro italiano Botticelli en una colección latinoamericana.

## Descripción de la obra
La Virgen, con la mirada hacia el espectador y como es habitual en las pinturas de Botticelli, lleva un vestido rojo y sobre este porta un manto azul que la cubre desde la cabeza y hombros, y en el cual se observa una estrella en el hombro izquierdo. El Niño Jesús, quien se encuentra desnudo, es cobijado con un paño adornado con múltiples líneas y motivos de colores azules y dorados; está rodeado por las manos de su madre. Ambas figuras portan nimbos dorados sobre sus cabezas. En cuanto a la composición, las manos de María, en horizontal, aportan equilibrio al cuerpo del niño que fue plasmado en una fuerte línea en diagonal. 
Lo que destaca en esta pintura es que el artista florentino plasmó en la mano izquierda del Niño Jesús una corona de espinas y los tres clavos con que fue crucificado Cristo. Estos dos elementos forman parte de la iconografía de las Armas Christi o símbolos pasionarios, los cuales remiten al episodio de la Pasión de Cristo, pero en este caso al acompañar al niño, se convierte en una representación de la vocación redentora de Jesús y un vaticinio del sacrificio que hará unos años más tarde para la salvación de los hombres. 
También es de destacar que para esta pintura, así como en los lienzos más conocidos de Botticelli, la modelo para la representación de la Virgen fue Simonetta Vespucci, quien había muerto un año antes de tuberculosis.

## Restauraciones de la obra
A lo largo de los años, la pieza ha tenido que atravesar por diversas restauraciones. Según la concepción del artista, los nimbos pintados sobre las cabezas de los personajes, se encontraban adornados con algunos fragmentos de nácar dorado. A su vez el fondo era de un tono azul. Ambos aspectos fueron posteriormente confirmados a partir de la realización de estudios de Rayos X realizados a la pintura. En el fondo, que también ha sido intervenido como se ha dicho con anterioridad, quedan restos de que detrás de la Virgen se encontraba pintado un arco, así como un follaje en la esquina superior izquierda. Algunos remanentes indican que hubo un arco detrás de la virgen y follaje en la esquina superior izquierda.